# Double Manœuvre (téléfilm)
Pour la nouvelle, voir Double Manœuvre.
Double Manœuvre (Double Sin) est un téléfilm britannique de la série télévisée Hercule Poirot, réalisé par Richard Spence, sur un scénario de Clive Exton, d'après la nouvelle homonyme d'Agatha Christie.
Ce téléfilm, qui constitue le 16e épisode de la série, a été diffusé pour la première fois le 11 février 1990 sur le réseau d'ITV.

## Synopsis
Poirot décide de prendre sa retraite et part se ressourcer dans la station balnéaire de Morecambe avec Hastings. Ils découvrent que l'inspecteur Japp donne des conférences dans la région à propos des enquêtes qu'il a menées. Lors d'un voyage en bus, ils rencontrent Marry Durrant qui transporte des antiquités de sa tante pour les vendre à un Américain, mais elle s'aperçoit que sa valise a été ouverte et les antiquités volées. Poirot ne veut pas enquêter prétextant être en retraite, c'est donc Hastings qui va tenter d'élucider l'affaire.

## Fiche technique
- Titre original : Double Sin
- Titre francophone : Double Manœuvre
- Réalisation : Richard Spence
- Scénario : Clive Exton, d'après la nouvelle homonyme d'Agatha Christie (1928)
- Décors : Mike Oxley
- Costumes : Linda Mattock
- Photographie : Peter Bartlett et Vernon Layton
- Montage : Frank Webb
- Musique originale : Christopher Gunning
  - Musique additionnelle : Richard Hewson
- Production : Brian Eastman ;  Nick Elliott (délégué)
- Sociétés de production : Picture Partnership Productions, London Weekend Television
- Pays d'origine :  Royaume-Uni
- Langue originale : Anglais
- Format : Couleurs - 35mm - 1,33:1 - son mono
- Genre : Policier
- Durée : 50 minutes
- Dates de première diffusion :  Royaume-Uni :  11 février 1990 (ITV) ;  France : ?

## Distribution
- David Suchet (VF : Roger Carel) : Hercule Poirot
- Hugh Fraser (VF : Jean Roche) : capitaine Arthur Hastings
- Philip Jackson (VF : Claude d'Yd) : inspecteur-chef James Japp
- Pauline Moran (VF : Laure Santana) : Miss Felicity Lemon
- Adam Kotz (VF : Jean-Philippe Puymartin) : Norton Kane
- Caroline Milmoe : Mary Durrant
- Elspet Gray : Miss Penn
- David Hargreaves : le sergent Vinney
- Gerard Horan : l'agent de police Flagg
- Michael Shannon : Mr Baker Wood
- Amanda Garwood : Lady Amanda Manderley
- Paul Gabriel : le représentant de Speedy Tours
- Harry Goodier : Billy Arkwright
- Jeffrey S. Perry : le réceptionniste de l'hôtel
- Anne Small : la pianiste
- Miranda Forbes : la logeuse
- George Little : Dicker
- Ned Williams : 1er gamin
- Jack Williams : 2e gamin

## Lieux de tournage
- Holland Park à Londres
- Le Midland Hotel (en), à Morecambe dans le Lancashire
- Kirkby Lonsdale dans la Cumbria
- Middleton dans la Cumbria
- Château de Wray dans la Cumbria